# Сан Пјеро (Арецо)
Сан Пјеро је насеље у Италији у округу Арецо, региону Тоскана.
Према процени из 2011. у насељу је живело 261 становника. Насеље се налази на надморској висини од 357 м.